# Povertà nella Roma del XVI secolo

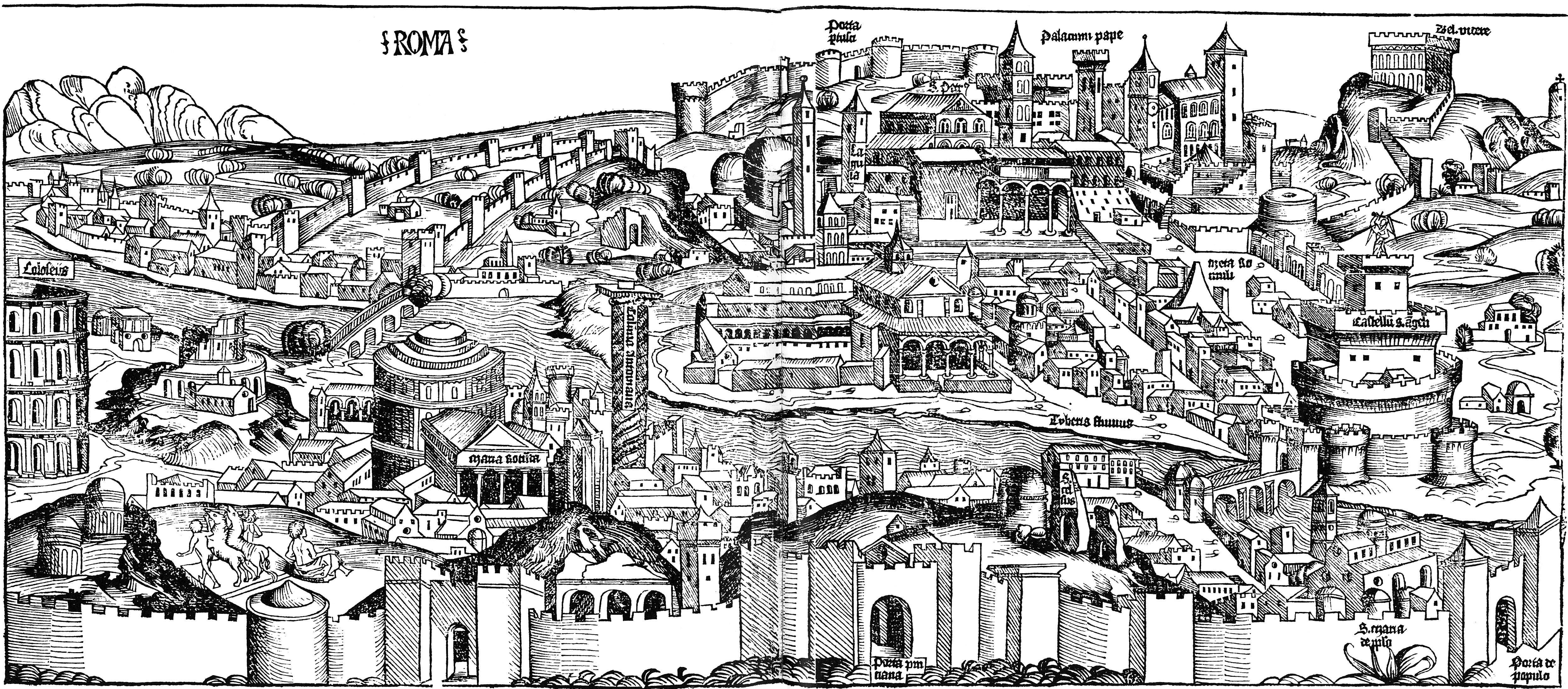
Roma nel Cinquecento

Nella città di Roma, durante il XVI secolo, si svilupparono particolari condizioni politiche, economiche e sociali, accompagnate da saccheggi, pestilenze e carestie, tali da provocare una profonda diffusione della povertà.

## Inquadramento storico
Dopo la definitiva separazione nel XVI secolo tra la Chiesa cattolica e quella protestante, entrambe le confessioni sono coinvolte nello stesso atteggiamento d'intolleranza, in un clima culturale di apprensione e sospetto determinato dalle guerre di religione, dall'insicurezza sociale prodotta dall'inflazione aggravata dall'aumento della popolazione.
Nel Cinquecento si è calcolato che nell'Europa occidentale circa un quinto della popolazione  era costituito da poveri: l'incremento demografico, lo sviluppo delle manifatture, in specie quelle tessili, la rivoluzione dei prezzi aveva determinato l'avvento di una moltitudine di poveri e sbandati in modo particolare nelle campagne. Ad aggravare  le condizioni di vita subentravano poi i tre flagelli della peste, della guerra e della carestia che spingevano queste masse di disperati a trovare soccorso nelle città.
Ad aumentare le ansie dei cittadini si aggiungeva poi lo sbandamento dei soldati mercenari che ora, con la creazione dell'esercito permanente negli stati assoluti, non trovano più chi li assoldasse generando, in misura prima sconosciuta, masse disperse di poveri  e vagabondi, banditi e rivoltosi.
Nella Roma papale del Cinquecento si presentarono in modo più accentuato rispetto al passato gruppi di popolazione  considerati elementi socialmente pericolosi da regolare e reprimere: essi sono i vagabondi, gli zingari, le prostitute e i banditi.

## Vagabondi e pellegrini

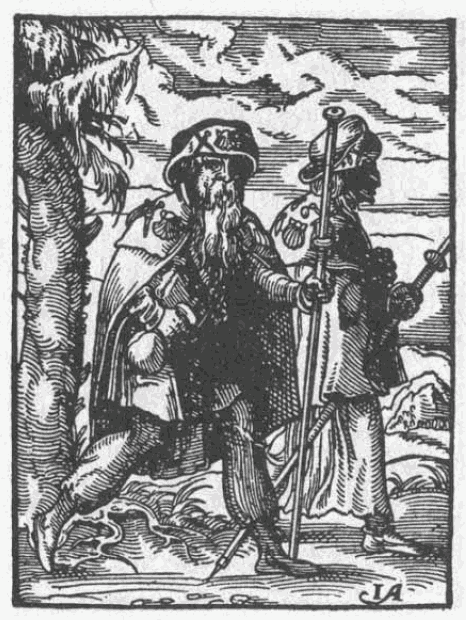
Pellegrino (incisione tedesca del 1568)

Il vagabondo che si sposta liberamente senza una meta precisa spinto solo dal suo desiderio di cambiamento e di novità genera sospetto e paura nell'immaginario collettivo. I senzatetto e coloro che non hanno un lavoro definito sono stati spesso assimilati dalla tradizione legislativa agli schiavi e ai servi fuggitivi da perseguire e da riportare nell'ordine sociale.
La Chiesa medioevale del XIII – XIV secolo aveva cercato di arginare il fenomeno dei cosiddetti clerici vagantes e dei goliardi che, vivendo alla giornata, liberamente si spostavano di città in città rifiutando l'inserimento in una società fortemente gerarchizzata che non accettava i "senza padrone", coloro che si sottraevano alla disciplina del lavoro e alla sorveglianza sociale.
Nell'epoca della rinascita culturale ed economica, in cui il lavoro assume connotazioni teologiche e morali di riscatto sociale e religioso, non è più accettabile che uomini sani vivano da parassiti facendo leva sullo spirito caritatevole degli altri. La Chiesa già dal 1274 con il canone 32 del Concilio di Lione II aveva stabilito la soppressione degli Ordini mendicanti con l'eccezione dei domenicani e dei frati minori francescani  ed ora si preoccupa di distinguere il pellegrino dal vagabondo che spesso è difficile identificare nei suoi caratteri peculiari. A Roma la Confraternita dei pellegrini  stabilisce che il pellegrino vero è colui che alla sua partenza verso la meta del pellegrinaggio avrà con sé una sorta di patente, rilasciata da un confessore, che attesti l'autenticità della sua funzione e che dovrà esibire durante il viaggio alle autorità ecclesiastiche e civili.
Il problema dei vagabondi è sentito particolarmente nelle città dove convergono sia i poveri della campagna, che si aggirano in cerca di una fonte di sopravvivenza,  sia individui, di solito stranieri, che si presentano come indovini e falsi guaritori. Tra contadini poveri e piccoli artigiani in cerca di lavoro si insinuano mercenari, soldati allo sbando, reduci di guerra abituati ad una vita violenta, mendicanti e falsi pellegrini. Ancora nel 1665 il vescovo Giambattista Scanarolo  si preoccupava di fornire criteri sicuri per distinguere il povero vero dal vagabondo: innanzitutto l'ozioso vagare senza uno scopo preciso, poi il non lavorare, le intenzioni criminali, non avere fissa dimora e mendicare esibendo false infermità.
La Roma cristiana era si può dire da sempre il punto di attrazione e confluenza di un'umanità cosmopolita e di diversa natura: ambascerie politiche straniere per incontrarsi con il potere temporale della gerarchia ecclesiastica, frati e preti per colloquiare con l'autorità spirituale, viaggiatori in visita alle antichità classiche, masse di pellegrini specie negli anni del Giubileo.
Tutto questo dava alla città un segno di grandezza come capitale della cristianità, ma anche di decadenza con le sue frotte di mendicanti e vagabondi che cercavano nel luogo deputato all'accoglienza la carità cristiana .
«A Roma non si vedono che mendicanti e sono così numerosi che è impossibile camminare nelle strade senza averli attorno».. Papa Sisto V con la bolla Quamvis infirma nel 1587 riprende il progetto di papa Bonifacio VIII di rinchiudere tutti i poveri in un ospizio eretto vicino a ponte Sisto dove internare, a giudizio di un'autorità formata da laici ed ecclesiastici, chi dovesse essere accolto e chi invece autorizzato a mendicare. La licenza di mendicità veniva rilasciata ai poveri miserabili: ciechi, vecchi, inabili poiché "stroppi" ai quali era fatto obbligo di avere un distintivo cucito sulla spalla sinistra e di portare con sé una bolla a stampa che valeva come nihil obstat. Chi era riconosciuto come vagabondo era registrato come tale e obbligato a tornarsene al suo luogo d'origine: se non si ottemperava all'obbligo si veniva puniti con la fustigazione e la galera per gli uomini, la sola fustigazione per le donne. Chi si fosse ostinato a mendicare era dichiarato falso povero, riconoscibile, secondo i bandi del Seicento, dall'assenza di callosità sulle mani segno distintivo di chi lavora.
Politica di repressione nella Roma della Controriforma, ma anche politica sociale filantropica verso i veri poveri che si manifesterà nel fiorire di associazioni e confraternite caritatevoli e di nuovi ordini religiosi come i Cappuccini, che si richiamavano alla severa regola di san Francesco d'Assisi e al suo ardore di carità, i Filippini, così chiamati da Filippo Neri, loro fondatore, che si distinsero per il loro apostolato nei confronti dei giovani, i Fatebenefratelli dediti all'assistenza ai malati, i Barnabiti  e gli Scolopi che si dedicarono all'istruzione dei fanciulli poveri. Anche il clero secolare si segnalò per zelo pastorale e fervore di carità al servizio dei poveri come l'arcivescovo di Milano Carlo Borromeo, la cui opera meritoria sarà seguita nel secolo successivo dal cugino, il cardinale Federico Borromeo di manzoniana memoria.

## Gli zingari
Come vagabondi pericolosi verranno considerati anche gli zingari, che in un primo momento vengono tollerati, in quanto si presentano come autorizzati a vagare in Italia da una bolla papale, probabilmente falsa, del 1422 che impone loro di spostarsi senza meta in espiazione dei loro peccati. Il loro status assurge in questo modo a quello di pellegrini e come tali ricevono accoglienza. A chi li ferma essi esibiscono un salvacondotto dell'imperatore Sigismondo re di Boemia ed Ungheria e la copia di una bolla di papa Martino V del 15 dicembre 1423 che autorizzava il duca Andrea del Piccolo Egitto a viaggiare insieme ai suoi seguaci: gli zingari o egiziani, come venivano anche chiamati.
Sulla presenza degli zingari in Italia nel Cinquecento,  Ludovico Antonio Muratori nel Rerum Italicarum Scriptores del 1723  riferisce che in due cronache dell'epoca: la Cronica di Bologna, di autore anonimo, e il Chronicon Foroliviense di frate Geronimo, una compagnia di zingari era in viaggio verso Roma e aveva fatto sosta a Bologna il 18 luglio del 1422 e a Forlì il 7 agosto dello stesso anno. In un'altra cronaca dello stesso periodo si dice che nella città di Fermo arrivò una carovana di una cinquantina di zingari con autorizzazioni papali che affermavano di essere un popolo del Faraone.
La prima notizia certa della presenza di zingari a Roma si trova nei registri dell'arciconfraternita di San Giovanni Decollato dov'è annotata nel 1525 la condanna a morte per impiccagione di un ladro, un certo Francesco, definito come zingaro .
Dalla prima metà del Cinquecento per tutto il secolo seguente la politica sociale nei confronti degli zingari assume in tutta Europa l'aspetto di una dura repressione da parte delle autorità. Questo riceve conferma dalle cronache romane dove gli zingari incominciano a comparire nelle vesti di imputati del tutto assimilati ai poveri pericolosi. Numerosi bandi delle autorità romane  li condannano all'espulsione e, per i renitenti, alla pena dell'impiccagione (così nel bando del 10 luglio 1566 del camerlengo Vitellozzo Vitelli); condanne queste che divennero pratica usuale sotto papa Pio V, che si era contraddistinto per un malanimo molto vicino all'odio nei confronti degli zingari definiti nel paragrafo De Cinganis, nel capitolo II delle deliberazioni del Concilio di Ravenna, da lui indetto nel 1568: «genia di gente vagante colma di ogni empietà, (se) non vivranno cristianamente e non si asterranno dalle superstizioni e da riti riprovevoli di vita, i vescovi abbiano cura di cacciarli dalle loro diocesi il più lontano possibile». Il nomadismo è ormai assimilato al vagabondaggio e questo ne determina automaticamente la repressione con pene che dalla fine del Cinquecento sostituiscono la pena di morte o quella della fustigazione  con quella dell'arruolamento forzato sulle galee della flotta papale: il che equivaleva a una condanna a morte differita per le condizioni di vita dei forzati.

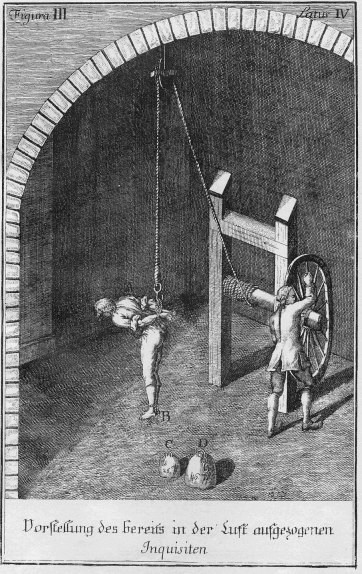
Il tratto di corda

Questa nuova politica repressiva dipendeva dalla necessità di papa Pio V di allestire nel 1570 quella flotta che vincerà a Lepanto contro i Turchi. Così il governatore di Roma Carlo de Grassi, su disposizione del Papa, autorizza il nobile romano Paolo Giordano Orsini a prelevare gli zingari residenti nel suo territorio per utilizzarli nell'allestimento della flotta per la crociata contro i Turchi
Nel giugno del 1570 il Tribunale criminale di Roma fa prelevare otto zingari detenuti nella «Curia Turris None pro contravventione 6 bannimentis» (Nella curia di Tor di Nona per aver contravvenuto a sei bandi) per utilizzarli nelle trireme. Le famiglie dei forzati, disperate, trovano il soccorso dell'incaricato spirituale alla flotta pontificia Gerolamo Finucci da Pistoia (teologo di fama che aveva partecipato al Concilio di Trento e che era consigliere spirituale dello stesso Papa), insieme ai domenicani Paolino Bernardino da Lucca, Alessandro Franceschi, e al  famoso santo romano Filippo Neri. Frate Gerolamo, con il consenso degli altri religiosi, scrive al governatore invocando la  carità e la compassione cristiana. La faccenda arriva alle orecchie del papa il quale non solo sospende a divinis  frate Gerolamo, togliendogli l'incarico di guida spirituale della crociata, ma minaccia di provvedimenti anche san Filippo Neri, che di fronte a questa crudele repressione dei poveri nomadi, sta meditando di andarsene a Milano dove c'è un clima di vera carità cristiana per merito dal suo amico, il vescovo Carlo Borromeo. Il Papa non vuole sentire motivazioni di ordine spirituale: queste vanno messe in subordine di fronte all'esigenze politiche dello Stato. Solo grazie all'intervento mediatore di Marco Antonio Colonna il Papa perdonò fra' Gerolamo reintegrandolo il 7 giugno 1570 "nella grazia di sua Beatitudine" .

## Le prostitute
Nel retrobottega dei commercianti di candele a Roma praticavano il mestiere della prostituzione le famose cortigiane romane dette appunto "da candela" o anche "da lume", poiché usavano le candele per misurare il tempo della loro prestazione. Queste donne erano registrate nei libri delle parrocchie come curiales cioè le donne povere che, specie nei periodi più acuti di miseria, temporaneamente si prostituivano  aumentando il numero delle prostitute di mestiere: come accadde nella grave carestia che colpì Roma nel 1590-1592. Dalle statistiche del Cerasoli , Delumeau  (in op.cit.) ha calcolato, sulla base dei censimenti degli anni 1590-1605 vi dovessero essere in Roma 17 cortigiane ogni 1000 donne. Umberto Gnoli  in base al censimento del 1526 ha calcolato vi dovessero essere 4.900 prostitute su 55.035 abitanti romani, quindi quasi il 10% dell'intera popolazione. È evidente che questi dati variassero nel tempo a seconda delle cause predisponenti il fenomeno della prostituzione, ma è certo che il valore medio della presenza di cortigiane in Roma si doveva aggirare sulla percentuale del 10%.
La repressione della prostituzione fu particolarmente severa sotto il pontificato di Pio V, poiché si vedeva un nesso indissolubile tra peccato e povertà e tra questa e vizio (La storia dei poveri, op. cit., p. 159). La cortigiana è considerata particolarmente pericolosa dalla Chiesa, poiché la sua immoralità mette in pericolo la salvezza dell'anima e viola la sacralità della città di Roma: «l'infamia [...] che dalle meretrici siano habitate le più belle strade di Roma santa, ove è sparso il sangue dei santi martiri, ove sono tante reliquie, tante devotioni, ove è la Santa Sede Apostolica et tanta religione: città, che per specchio del mondo tutta doverà esser monda da vicii et peccati a confusione d'infideli et eretici» (in Avviso di Pio V del 3 agosto 1566).

La presenza delle prostitute che affollano le carceri, (si calcola che nel luglio del 1570  gli arresti fossero tra i dieci e i venti ogni giorno), è considerata anch'essa pericolosa per le risse che ne nascevano tra i carcerati tanto che spesso si preferiva  mandarle libere, (frequenter carceribus mancipantur) . Anche per evitare questi disordini le prostitute occupavano nelle carceri un settore separato dalle altre recluse.

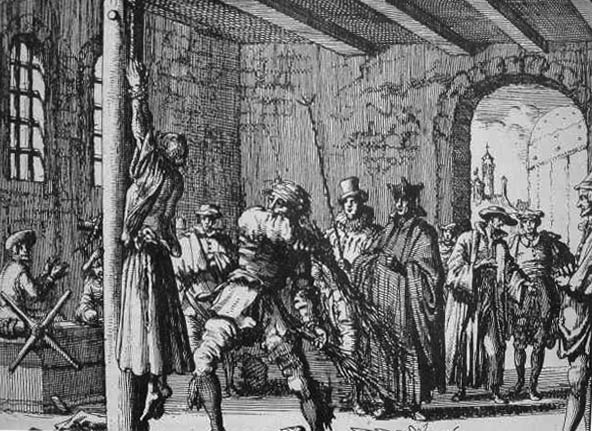
Fustigazione di una prostituta

Il tribunale generalmente condannava le cortigiane a ritornarsene al loro luogo d'origine oppure venivano fustigate e torturate con tre tratti di corda .
Il governo papale quindi condanna la prostituzione, ma ne approfitta per incamerare denari per lo stato imponendo contributi forzati, tasse per la realizzazione di opere pubbliche come fu fatto per la ristrutturazione di via Ripetta.

Mentre il mestiere di cortigiane è fuori della legge, il governo papale le inserirà nel sistema legislativo considerandole regolari contribuenti e imponendo loro una tassa di 10 carlini  e preoccupandosi di difenderle con pene severe, da quegli esattori che avessero approfittato della loro condizione di debolezza sociale pretendendo denari per sé.

Il papa quindi realisticamente sapeva della difficoltà per eliminare lo sconcio morale delle cortigiane in Roma, ma ne coglieva l'opportunità economica tassandole.
Quando Pio V volle almeno togliere dalla vista le cortigiane relegandole nel 1566 prima nella zona periferica di Trastevere e poi dell'Ortaccio, si levarono numerose proteste degli affittuari delle case che videro crollare i prezzi dei canoni, dei conservatori della dogana che videro diminuire il gettito fiscale, dei commercianti per i quali divenne più difficile fare affari con loro o riscuotere i loro crediti dalle meretrici ormai lontane dalle loro botteghe. Quando venne decisa, il 19 luglio 1567, la cacciata di 60 meretrici dalla città, ne nacque un forte malcontento dei cittadini romani .
Con papa Sisto V la repressione del meretricio si fa ancora più severa: ora si mira anche all'umiliazione della cortigiana che, colta in flagranza di reato, viene condannata alla spoliazione di ogni suo bene,  compresi gli indumenti, lasciandola così nuda ed esposta al dileggio.

Si decide poi di condannare anche i complici e i clienti delle prostitute alla pena della fustigazione e dei tre tratti di corda.
Agli inizi del Seicento si configura ormai nei bandi papali un nuovo reato: quello dello stupro e dell'avviamento o istigazione alla prostituzione. Per il primo, se lo stupro ha riguardato una donna onesta, la pena sarà quella della morte; se invece ad essere violentata sarà una cortigiana, il colpevole pagherà una multa o dovrà scontare sette anni di galera.
Contestualmente alla repressione, la Chiesa avvia un'opera di assistenza e prevenzione per le figlie delle cortigiane o per le giovani a rischio di prostituzione. Probabilmente per ispirazione di Sant'Ignazio di Loyola nella metà del Cinquecento viene creato il "Conservatorio di Santa Caterina della Rosa"  che riserva, con un certo cinico buon senso, l'accoglienza e la protezione solo a giovani e belle fanciulle, mentre le donne brutte o storpie o malate, non correndo il rischio di diventare meretrici, sono lasciate alla loro povertà.

Agli inizi del Cinquecento era stato fondato il "Monastero di S.Maria Maddalena  che accoglieva nelle sue mura le cortigiane che, colte da crisi spirituale, avessero deciso di lasciare il loro mestiere per avviarsi alla vita religiosa. Ancora una volta non possono entrare in convento le prostitute ormai vecchie che ormai, si pensa, scelgono il monastero per curare le malattie della vecchiaia e per ricevere aiuto per la  povertà che seguiva inevitabilmente al non poter più esercitare il loro mestiere.
Povere tra i poveri, le meretrici del Cinquecento sono quelle in peggiori condizioni, poiché in loro è conclamato ed evidente agli occhi di tutti il loro vivere continuamente nel peccato e perché sono donne, esseri inferiori per il loro stesso sesso, fonte di disordine sociale e morale.

## I banditi
Spesso il vagabondaggio dei poveri e dei soldati mercenari sbandati con la fine delle guerre d'Italia, nel 1559, si trasformava in banditismo. Questo accadeva nelle zone di collegamento tra pianura e montagne: l'aumento della popolazione cacciava di continuo dai monti uomini che non riuscivano a trovare spazio nell'economia dell'allevamento seminomade e la trasformazione da pastore transumante a bandito era un fenomeno molto frequente nella campagna romana caratterizzata dal latifondo nobiliare. Anche numerosi preti di campagna, simboli di un malcontento e di un malessere molto diffusi nel clero rurale, andarono ad ingrossare le file dei banditi.
Contro i banditi che rendevano insicure le strade e taglieggiavano i villaggi contadini furono indette vere e proprie guerre di sterminio. Già papa Gregorio XIII si era impegnato ad affrontare e risolvere il problema del banditismo. Nel 1573 infatti, aveva emanato un bando con il quale proibiva la facoltà per cardinali, baroni e ambasciatori di dare asilo ai fuorilegge per farne una quasi personale guardia del corpo; successivamente fece radere al suolo alcune selve, nascondiglio dei banditi. Ma il banditismo continuò senza interruzioni a flagellare la campagna romana. Negli ultimi anni di vita del Pontefice il numero di fuorilegge che agiva nello Stato della Chiesa variava infatti dalle 12 alle 27 mila unità, rappresentando nel suo insieme il gruppo di armati più numerosi in Italia.

Papa Sisto V, fin dall'inizio del suo pontificato, s'impegnò energicamente per estirpare questo diffuso fenomeno criminale  anche offrendo ricompense materiali e spirituali a chi contribuisse  a eliminare la marmaglia di tagliagole e tagliaborse che infestava la campagna romana. Pare che in meno di due anni 7.000 briganti venissero uccisi dalla polizia e dall'esercito del papa; le teste mozzate dei banditi venivano esposti al pubblico sul ponte di Castel Sant'Angelo; dopo la prima spedizione del 1585 diceva la plebe romana che si era visto che quell'anno c'erano «più teste sul ponte che meloni al mercato» .
I briganti acquistavano sempre più sicurezza e certezza di rimanere impuniti al punto di sfidare le stesse autorità: si racconta che un celebre bandito, tal Della Fara, si recò una notte dai guardiani di Porta Salaria chiedendo sfacciatamente loro di portare i suoi saluti al Papa e al governatore. Così provocato, Sisto V, minacciò crudeli rappresaglie corporali ai parenti del bandito, ma dopo neanche un mese, al Pontefice fu recapitata la testa del fuorilegge. L'azione repressiva sembrava quindi avere efficacia: al termine del 1585 il banditismo sembrava scomparso dalla Campagna romana.
Nel 1589 però il fenomeno assumeva di nuovo il carattere di una protesta generalizzata: la carestia era il motivo contingente che faceva esplodere la rivolta. Durante i brevi pontificati di Urbano VII, Gregorio XIV e Innocenzo IX i fuorusciti continuavano ad aumentare; si cercò di contrastarli ricorrendo all'esercito. Anche papa Clemente VIII, eletto nel 1592, tentò di risolvere il problema con la repressione militare mediante numerose spedizioni di soldati, che effettuavano però più saccheggi e furti dei fuorilegge contro cui dovevano combattere.

Nel 1595 il banditismo aveva ancora una notevole rilevanza e diffusione. Paolo Paruta, ambasciatore veneziano partito in quell'anno da Roma, così riferiva al Consiglio dei Pregadi: «Mi è stato affirmato da chi può saperlo ascendere a più di cinquantamila quelli che si trovano descritti ne' libri pubblici come banditi, che sono sparsi in diversi paesi».
La repressione dunque, in complesso, fallì. Tutte le volte che la polizia e i soldati si muovevano per dare la caccia ai banditi, questi spesso trovavano rifugio presso i contadini che probabilmente temevano più le rapine dei soldati che quelle dei banditi o perché questi ottenessero con la forza i nascondigli e il cibo di cui avevano bisogno, ma colpisce il fatto che i fuorilegge diventassero eroi popolari di  racconti che tramandavano la falsa figura del bandito, uomo del popolo, che ruba ai ricchi per donare ai poveri.
La segregazione dei poveri, la crudeltà contro i vagabondi, le campagne di annientamento contro i briganti sono il segno di un profondo malessere sociale nella Roma dei papi rinascimentali ma soprattutto di un generale irrigidimento repressivo delle classi dominanti romane.